# Hecestoptera kyra
Hecestoptera kyra är en fjärilsart som beskrevs av Lancelot A. Gozmany 1961. Hecestoptera kyra ingår i släktet Hecestoptera och familjen Symmocidae. Inga underarter finns listade i Catalogue of Life.